# Celaenia dubia
Celaenia dubia là một loài nhện trong họ Araneidae.
Loài này thuộc chi Celaenia. Celaenia dubia được Octavius Pickard-Cambridge miêu tả năm 1869.